# 世界制服☆ハニー
『世界制服☆ハニー』（せかいせいふくハニー）は、葵みちるによる日本の漫画作品。『ちゃお』（小学館）にて、2009年8月号から同年10月号まで掲載された。単行本は同社のちゃおコミックスより全1巻。
世界征服ではなく制服になっているのは、主人公の勘違いによるものであり、作品名の由来にもなっている。

## ストーリー
主人公、三輪あいらは、南中学校一のモテモテだけどちょっとおバカな女の子。ある日、ひょんなことから、名門の東一大附属中学校から転校してきた斎藤大地に一目惚れした。あいらは、大地がなぜ転校してきたか理由を探るため東一大附属中学校に乗り込むが、そこであいらが見た転校の真相は……。

## 書誌情報
- 葵みちる 『世界制服☆ハニー』 小学館〈ちゃおコミックス〉、2009年12月25日発売[1]、ISBN 978-4-09-132878-6
  - 表題作のほか、「ギャル小学生れいな」「メガネちゃんの恋する事情。」「ぜったいプリンセス」の3作品が同時収録されている。